# Abe Nobuya
Abe Nobuya (japanisch 阿部 展也, eigentlicher Vorname Yoshibumi (芳文); geboren 4. Februar 1913 in der Präfektur Niigata; gestorben 7. Mai 1971 in Rom) war ein japanischer Maler der Yōga-Richtung  und Fotograf der Shōwa-Zeit.

## Leben und Werk
Abe Nobuya wurde zwar in der Präfektur Niigata geboren, wuchs aber in Tokio auf. Er verließ die Mittelschule in der vierten Klasse und machte sich daran, Malerei und Fotografie zu studieren. Er stand dem Surrealismus nahe und publizierte 1937 „Abstand zum Märchen“ (妖精の距離, Yōsei no kyori), ein Buch mit surrealistischen Gemälden zu einer Sammlung von Gedichten von Takiguchi Shūzō, das von der Shunchōkai verlegt wurde. Ab 1932 reichte er seine Arbeiten ein bei der „Gesellschaft für unabhängige Kunst“ (独立美術協会, Dokuritsu bijutsu kyōkai).
Im Jahr 1939 beteiligte sich Abe an der Gründung der „Gesellschaft für Kunst und Kultur“ (美術文化協会, Bijutsu bunka kyōkai), zusammen mit einer Gruppe von Surrealisten um den Maler Fukuzawa Ichirō. Während des Pazifikkriegs reiste in die nordöstlichen Gebiet Chinas, und 1941 hielt er sich auf den Philippinen auf las Mitglied des Pressecorps der japanischen Armee.
Nach dem Krieg gewann Abe öffentliche Aufmerksamkeit mit Bildern wie „Adam und Eva“ (アダムとイヴ, Adamu to Ivu; 1949) und „Hunger“ (飢え, Ue; 1949). 1953 reiste er nach Indien um seine Arbeiten auf der 2. Indian International Art Exhibition zu zeigen. Später wandte er sich der abstrakten Malerei zu, seit den 60er Jahren schuf er auch Collagen. – Daneben war Abe auch international aktiv und wurde 1957 Mitglied des Exekutivkomitees der International League of Plastic Arts, nahm 1959 an der Asia Artists’ Conference teil und wirkte als Juror für den 3. Guggenheim-Kunstpreis. Nach 1967 war er als Fotograf und Designer in Europa aktiv, So unternahm er 1969 auf Einladung der Jugoslawischen Republik eine Reise nach Sarajevo, war in Bulgarien und Irland, hielt sich dann in Italien auf. Er starb nach plötzlicher Erkrankung 1971 in Rom.